# Bahnstrecke Mölln–Hollenbek
| Streckenverlauf auf der Karte |                                      |                           |                           |
| Streckennummer (DB): | 1142                                 |                           |                           |
| Kursbuchstrecke: | 100f (1934) 114c (1946) 114 n (1959) |                           |                           |
| Streckenlänge: | 11,7 km                              |                           |                           |
| Spurweite: | 1435 mm (Normalspur)                 |                           |                           |
| |                                      |                           |                           |
| \| \| \| von Lübeck \| \| \| \| 11,7 \| Mölln (Lauenburg) \| Mölln (Lauenburg) \| \| \| \| nach Büchen \| \| \| \| \| Anschluss Munitionsfabrik \| \| \| \| 8,9 \| Schneiderschere \| Schneiderschere \| \| \| 7,6 \| Drüsensee \| Drüsensee \| \| \| 4,7 \| Lehmrade \| Lehmrade \| \| \| 3,3 \| Kehrsen \| Kehrsen \| \| \| \| von Bad Oldesloe \| \| \| \| 0,0 \| Hollenbek \| Hollenbek \| \| \| \| nach Hagenow Land \| \| |                                      |                           |                           |
| Strecke |                                      | von Lübeck                | von Lübeck                |
| Bahnhof | 11,7                                 | Mölln (Lauenburg)         | Mölln (Lauenburg)         |
| Abzweig ehemals geradeaus und nach rechts |                                      | nach Büchen               | nach Büchen               |
| Abzweig geradeaus und nach rechts (Strecke außer Betrieb) |                                      | Anschluss Munitionsfabrik | Anschluss Munitionsfabrik |
| Haltepunkt / Haltestelle (Strecke außer Betrieb) | 8,9                                  | Schneiderschere           | Schneiderschere           |
| Haltepunkt / Haltestelle (Strecke außer Betrieb) | 7,6                                  | Drüsensee                 | Drüsensee                 |
| Bahnhof (Strecke außer Betrieb) | 4,7                                  | Lehmrade                  | Lehmrade                  |
| Haltepunkt / Haltestelle (Strecke außer Betrieb) | 3,3                                  | Kehrsen                   | Kehrsen                   |
| Abzweig geradeaus und von links (Strecke außer Betrieb) |                                      | von Bad Oldesloe          | von Bad Oldesloe          |
| Bahnhof (Strecke außer Betrieb) | 0,0                                  | Hollenbek                 | Hollenbek                 |
| Strecke (außer Betrieb) |                                      | nach Hagenow Land         | nach Hagenow Land         |

Die Bahnstrecke Mölln–Hollenbek befand sich im Kreis Herzogtum Lauenburg des Bundeslandes Schleswig-Holstein. Als „Hein Hollenbek“ bekannt geworden, diente sie in erster Linie zur Anbindung der Stadt Mölln an die Verbindung Berlin–Kiel, welche die Stadt nordöstlich umging.

## Geschichte
Die Geschichte der etwa elf Kilometer langen Verbindung ist eng mit der der Kaiserbahnstrecke Berlin–Hagenow–Ratzeburg–Bad Oldesloe–Kiel verbunden. Diese wurde 1897 auf dem Abschnitt Zarrentin–Ratzeburg–Bad Oldesloe für den Verkehr freigegeben. Die Stadt Mölln, bereits seit 1851 durch die Lübeck-Büchener Eisenbahn (Strecke Lübeck–Lüneburg) angebunden, fürchtete jedoch um den Anschluss an die Reichshauptstadt und bemühte sich um einen direkten Weg zur Kaiserbahn.
Da diese Verbindung jedoch nur für Mölln Vorteile einbrachte, fanden sich keine privaten Investoren. Die preußischen Staatseisenbahnen übernahmen folglich Bau und Betrieb. Nach wenigen Jahren konnte diese am 1. April 1899 für den Verkehr freigegeben werden. Die eingleisige Strecke fädelte bei Hollenbek aus und verfügte – neben den beiden Endbahnhöfen – nur über einen Bahnhof. Der Verkehr war entsprechend dünn. Die Züge wurden daher teilweise bis nach Bad Oldesloe/Ratzeburg sowie Hagenow verlängert, so dass abwechselnd Kaiserbahn und die neue Strecke befahren wurden. Der Güterverkehr war wesentlich bedeutender.
Vor dem Zweiten Weltkrieg wurde etwa zwei Kilometer südlich von Mölln eine Munitionsfabrik in Betrieb genommen. Diese erhielt einen Gleisanschluss. Kurz vor Kriegsende wurde ein vermutlich diese Fabrik verlassender Zug in Hollenbek bombardiert, wodurch ein sehr großes Loch im Bahnhofsbereich entstand. Der Betrieb konnte jedoch noch im selben Jahr wieder aufgenommen werden.
Da die Deutsche Teilung die Kaiserbahn unterbrach, wurden die Züge nicht mehr durchgebunden und der Personenverkehr auf Mölln–Hollenbek reduziert. Dabei zeigte sich, wie unrentabel diese war, so dass die Einstellung beschlossen wurde. Noch Mitte der 1950er Jahre wurde von Dampf- auf Dieselbetrieb umgestellt, bevor am 4. Oktober 1959 die Stilllegung erfolgte.
Mittlerweile ist die Strecke vollständig abgetragen und wird im westlichen Teil teilweise als Radwanderweg genutzt. Einige Abschnitte im Stadtgebiet Mölln sind nunmehr mit Häusern überbaut. Das östliche Drittel vor Hollenbek weist dagegen zum Teil noch das alte Schotterbett auf und ist lediglich zu Fuß passierbar.